# Kamienica przy ul. Piłsudskiego 7 w Radomiu
Kamienica przy ul. Piłsudskiego 7 w Radomiu – zabytkowa kamienica z końca XIX w., położona w Radomiu przy ul. Piłsudskiego 7.
Kamienica posiada ozdobną fasadę w stylu pompejskim. Budowniczym i pierwszym właścicielem kamienicy był Stanisław Dzikowski. Przed II wojną światową w budynku mieściła się cukiernia Wolańskiego. Swój gabinet prowadził także Adolf Tochterman – lekarz i działacz społeczny. W 2010 na budynku została wmurowana tablica upamiętniająca Tochtermana. Druga tablica poświęcona jest Stanisławowi Wernerowi – działaczowi socjalistycznemu i niepodległościowemu, który w 1906 brał udział w Radomiu w zamachu na naczelnika żandarmerii płk. von Płotto.
Kamienica wpisana jest do rejestru zabytków Narodowego Instytutu Dziedzictwa pod numerem 324/A/85 z 7.10.1985.

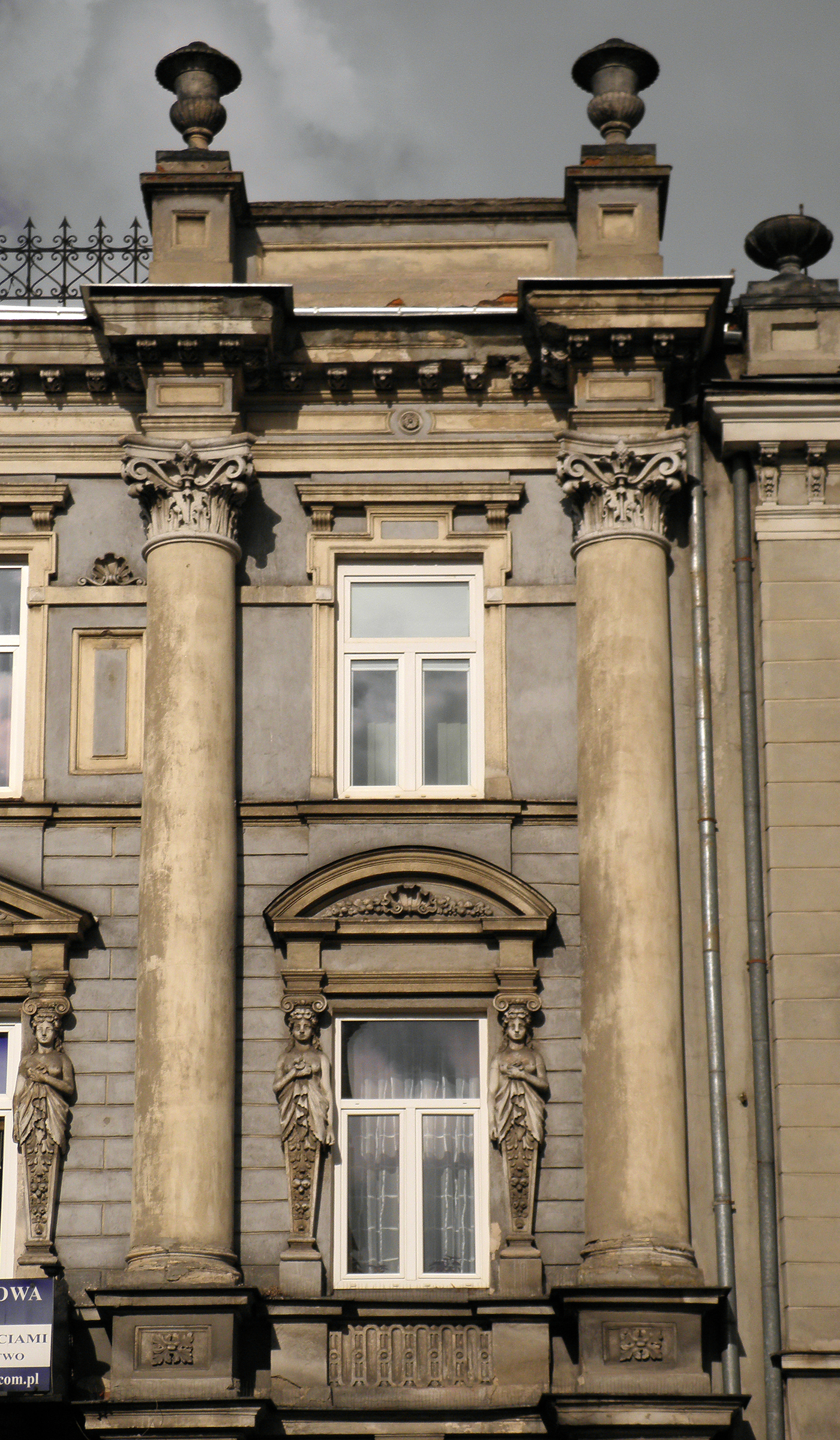
Fragment elewacji frontowej